# Férid Boughedir
Férid Boughedir (Tunísia, 1944) é um cineasta e roteirista tunisiano.